# ロレンツォ・パトレーゼ
ロレンツォ・パトレーゼ（Lorenzo Patrese, 2005年8月12日 - ）は、イタリアのレーシングドライバー、馬術選手。パドヴァ出身。父は元F1ドライバーのリカルド・パトレーゼ。

## 経歴

### カート
2016年にカートデビューし、下位カテゴリでのレースキャリアを開始。2017年にはイージーカート・トロフィー・イタリアで2位、インターナショナル・ファイナルで3位。2018年にはX30イタリア選手権に参戦し、ポールポジション、表彰台を獲得し、総合8位。2019年にはフロリダで開催されたスクサ・ウィンターカップに出場し、決勝10位。また、CIK-FIA カートヨーロッパ選手権と世界カート選手権にも参戦し、決勝進出し、2020年にもヨーロッパ選手権と世界選手権に参戦し、決勝とグループポールポジションを獲得し総合2位。

### フォーミュラ4

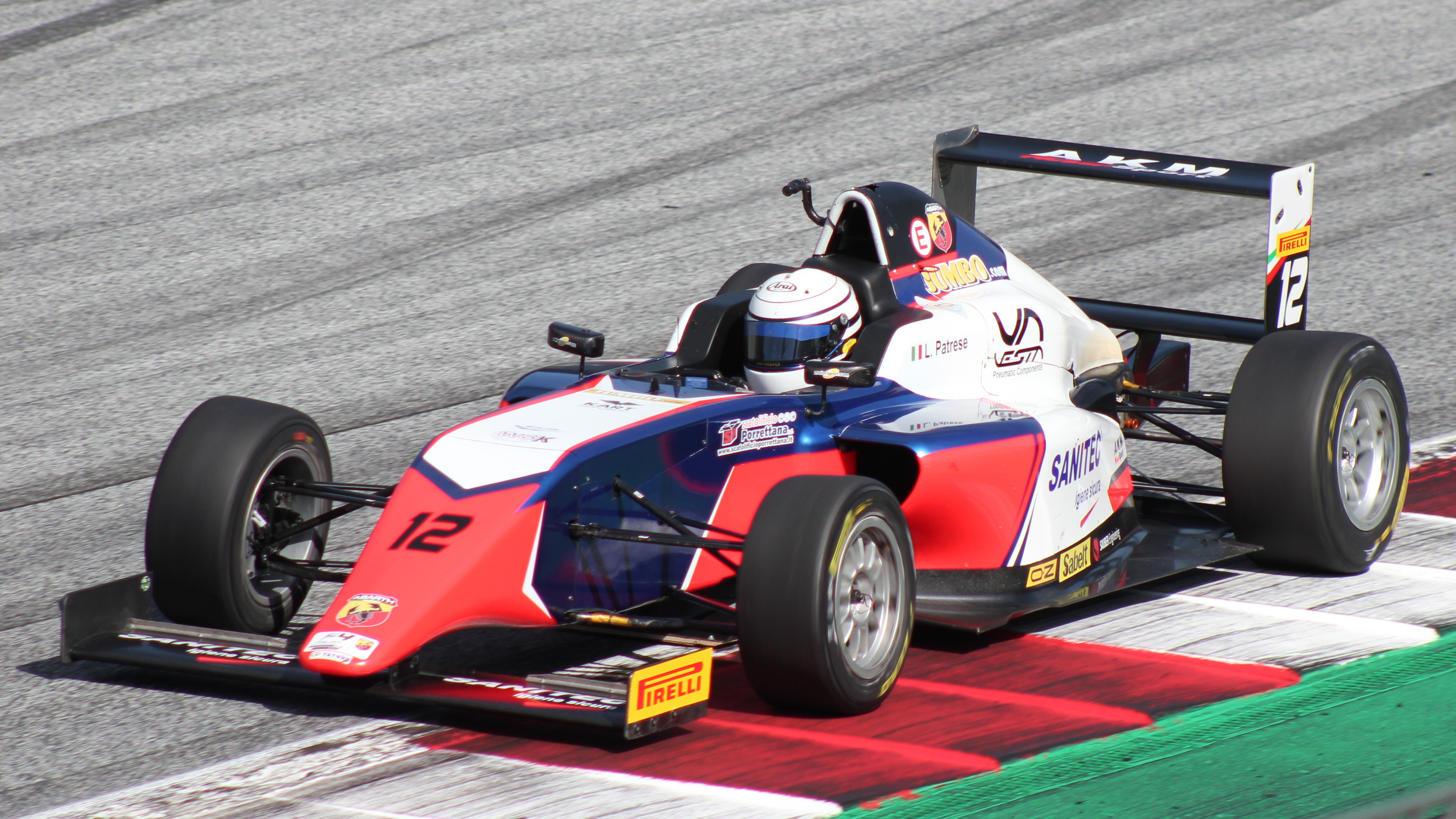
イタリアF4選手権参戦時のパトレーゼ（2021年、レッドブル・リンクにて）

2020年、AKMモータースポーツでフォーミュラカーレースデビューを果たし、イタリアF4選手権でムジェロとモンツァにスポット参戦した。
2021年に引き続きAKMモータースポーツからイタリアF4選手権に参戦。ルーキーズチャンピオンシップで3位、ドライバーズチャンピオンシップで総合12位で終えた。最終戦モンツァでは、レース1からレース3の予選全てポールポジションを獲得した。

### GTワールドチャレンジ

#### エンデュランスカップ

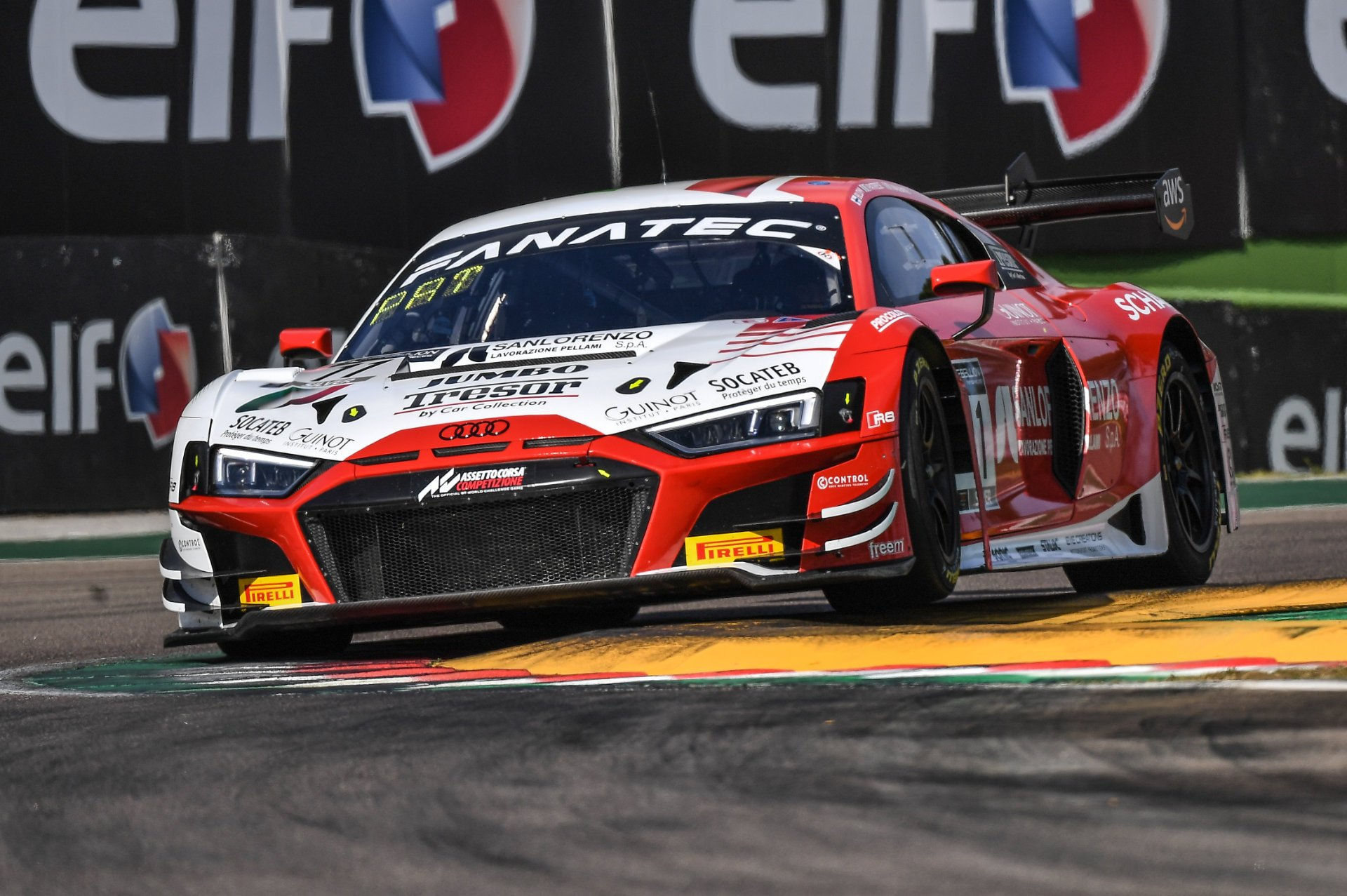
GTワールドチャレンジ・エンデュランスカップ参戦時のパトレーゼ（2022年、イモラ・サーキットにて）

バレンシアでの冬季テスト後、トレゾアチーム代表は2022年のGTワールドチャレンジ・エンデュランスカップにアウディ・R8 LMSで5戦参戦。イモラでの予選1でシルバークラスのポールポジションを獲得し、ポール・リカールでは初のダブルスティントを達成した。16歳11か月でスパ24時間レース史上最年少の出場者となった。
2023年、トレゾア・アテンプト・レーシングに加入し、アレックス・アカとピエトロ・デッリ・グアンティをチームメイトとして、 GTワールドチャレンジ・ヨーロッパ・エンデュランスカップに参戦した。

#### スプリントカップ
2022年のGTワールドチャレンジ・ヨーロッパ・スプリントカップのミサノラウンドでルカ・ギオットの代役として参戦。予選1で総合4位となり、レースではテクニカルトラブルが発生するまで一時総合5位につけていた（結果11位完走）。
2023年、トレゾア・アテンプト・レーシングとアレックス・アカをチームメイトとして、GTワールドチャレンジ・ヨーロッパ・スプリントカップにフル参戦。シルバーカップで総合2位。

## 馬術選手のキャリア
モータースポーツを始める前は、馬術選手としてキャリアを開始していた。
2017年、2018年にはイタリアのジュニア乗馬ナショナルチームの一員としてヨーロッパ中を回り、多くのネイションズカップに出場し、オーストリアで優勝。
2018年、フランス・フォンテーヌブローで開催されたヨーロッパFEI選手権に参加。2018年に1年間、チルドレン部門のFISEコンピューターリストのトップに立っていた。
2022年に参加したイベントは、ゴルラとカットーリカでのジュニアカテゴリのテストイベント、ゴルラ・ミノーレでのCSIO （1勝）、オーストリアのランプレヒトハウゼンでのCSIO、アレッツォで開催されたイタリア選手権（トップ20入り）、ヴェローナで開催されたフィエラカヴァーリでの地域選手権で、個人130cm部門で優勝を飾っている。

## 人物
現在、ローマのルイス大学で経済学とビジネスを学んでいる。1977年から1993年までF1に参戦したリカルド・パトレーゼとフランチェスカ・アコルディの息子。イタリア語、英語、スペイン語が話せる。

## レース戦績

### 略歴
| 年   | シリーズ                                                            | チーム                             | レース | 優勝 | PP | FL | 表彰台 | ポイント | 順位 |
| ---- | ------------------------------------------------------------------- | ---------------------------------- | ------ | ---- | -- | -- | ------ | -------- | ---- |
| 2020 | イタリアF4選手権                                                    | AKMモータースポーツ                | 5      | 0    | 0  | 0  | 0      | 0        | 39位 |
| 2021 | イタリアF4選手権                                                    | AKMモータースポーツ                | 21     | 0    | 3  | 0  | 0      | 37       | 12位 |
| 2022 | GTワールドチャレンジ・ヨーロッパ・エンデュランスカップ - シルバー   | トレゾア・バイ・カー・コレクション | 5      | 0    | 0  | 0  | 0      | 6        | 25位 |
| 2022 | GTワールド・チャレンジ・ヨーロッパ・スプリントカップ                | トレゾア・バイ・カー・コレクション | 2      | 0    | 0  | 0  | 0      | 0        | NC   |
| 2023 | GTワールド・チャレンジ・ヨーロッパ・エンデュランスカップ - シルバー | トレゾア・アテンプト・レーシング   | 7      | 2    | 1  | 0  | 4      | 87       | 3位  |
| 2023 | GTワールドチャレンジ・ヨーロッパ・スプリントカップ - シルバー       | トレゾア・アテンプト・レーシング   | 10     | 5    | 2  | 4  | 7      | 118      | 2位  |
| 2024 | GTワールドチャレンジ・ヨーロッパ・エンデュランスカップ - ゴールド   | トレゾア・アテンプト・レーシング   | 8      | 0    | 0  | 0  | 0      | 43       | 7位  |
| 2024 | GTワールドチャレンジ・ヨーロッパ・スプリントカップ - ゴールド       | トレゾア・アテンプト・レーシング   | 6      | 4    | 0  | 1  | 5      | 81.5     | 4位  |
| 2024 | GT2ヨーロピアン・シリーズ - Pro-Am                                  | アテンプト・レーシング             | 2      | 0    | 0  | 0  | 0      | 0        | NC   |
| 2025 | ミドル・イースト・トロフィー - GT3                                  | トレゾア・アテンプト・レーシング   |        |      |    |    |        |          |      |

- * : 現在シーズン中。

### イタリアF4選手権
| 年                | チーム              | 1         | 2        | 3        | 4        | 5        | 6        | 7        | 8         | 9        | 10       | 11       | 12        | 13        | 14       | 15        | 16       | 17      | 18        | 19        | 20      | 21      | 順位 | ポイント |
| ----------------- | ------------------- | --------- | -------- | -------- | -------- | -------- | -------- | -------- | --------- | -------- | -------- | -------- | --------- | --------- | -------- | --------- | -------- | ------- | --------- | --------- | ------- | ------- | ---- | -------- |
| 2020年 （英語版） | AKMモータースポーツ | MIS 1     | MIS 2    | MIS 3    | IMO1 1   | IMO1 2   | IMO1 3   | RBR 1    | RBR 2     | RBR 3    | MUG 1 16 | MUG 2 17 | MUG 3 Ret | MNZ 1 Ret | MNZ 2 19 | MNZ 3 DNS | IMO2 1   | IMO2 2  | IMO2 3    | VLL 1     | VLL 2   | VLL 3   | 39位 | 0        |
| 2021年 （英語版） | AKMモータースポーツ | LEC 1 Ret | LEC 2 10 | LEC 3 27 | MIS 1 11 | MIS 2 14 | MIS 3 10 | VLL 1 11 | VLL 2 Ret | VLL 3 22 | IMO 1 11 | IMO 2 16 | IMO 3 7   | RBR 1 11  | RBR 2 10 | RBR 3 6   | MUG 1 13 | MUG 2 9 | MUG 3 26† | MNZ 1 27† | MNZ 2 7 | MNZ 3 4 | 12位 | 37       |

- 太字はポールポジション、斜字はファステストラップ。(key)
- † : リタイアだが、90%以上の距離を走行したため規定により完走扱い。

### GTワールドチャレンジ・ヨーロッパ

#### GTワールドチャレンジ・ヨーロッパ・エンデュランスカップ
| 年                | チーム                             | 車両                    | クラス   | 1       | 2         | 3          | 4           | 5           | 6       | 7       | 順位 | ポイント |
| ----------------- | ---------------------------------- | ----------------------- | -------- | ------- | --------- | ---------- | ----------- | ----------- | ------- | ------- | ---- | -------- |
| 2022年 （英語版） | トレゾア・バイ・カー・コレクション | アウディ・R8 LMS Evo II | シルバー | IMO 30  | LEC 38    | SPA 6H 21  | SPA 12H Ret | SPA 24H Ret | HOC Ret | CAT 21  | 25位 | 6        |
| 2023年 （英語版） | トレゾア・アテンプト・レーシング   | アウディ・R8 LMS Evo II | シルバー | MNZ Ret | LEC 15    | SPA 6H 21  | SPA 12H 23  | SPA 24H 47† | NÜR 18  | CAT 28  | 3位  | 87       |
| 2024年 （英語版） | トレゾア・アテンプト・レーシング   | アウディ・R8 LMS Evo II | ゴールド | LEC 40  | SPA 6H 48 | SPA 12H 46 | SPA 24H 30  | NÜR 23      | MNZ Ret | JED Ret | 7位  | 43       |

- 太字はポールポジション、斜字はファステストラップ。(key)
- † : リタイアだが、90%以上の距離を走行したため規定により完走扱い。
- * : 現在シーズン中。

#### GTワールドチャレンジ・ヨーロッパ・スプリントカップ
| 年                | チーム                             | 車両                    | クラス   | 1        | 2        | 3        | 4        | 5         | 6        | 7        | 8        | 9        | 10        | 順位 | ポイント |
| ----------------- | ---------------------------------- | ----------------------- | -------- | -------- | -------- | -------- | -------- | --------- | -------- | -------- | -------- | -------- | --------- | ---- | -------- |
| 2022年 （英語版） | トレゾア・バイ・カー・コレクション | アウディ・R8 LMS Evo II | プロ     | BRH 1    | BRH 2    | MAG 1    | MAG 2    | ZAN 1     | ZAN 2    | MIS 1 11 | MIS 2 21 | VAL 1    | VAL 2     | NC   | 0        |
| 2023年 （英語版） | トレゾア・アテンプト・レーシング   | アウディ・R8 LMS Evo II | シルバー | BRH 1 10 | BRH 2 21 | MIS 1 18 | MIS 2 12 | HOC 1 33† | HOC 2 13 | VAL 1 10 | VAL 2 4  | ZAN 1 13 | ZAN 2 25† | 2位  | 118      |
| 2024年 （英語版） | トレゾア・アテンプト・レーシング   | アウディ・R8 LMS Evo II | ゴールド | BRH 1    | BRH 2    | MIS 1    | MIS 2    | HOC 1 11  | HOC 2 7  | MAG 1 6  | MAG 2 4  | CAT 1 19 | CAT 2 9   | 4位  | 81.5     |

- 太字はポールポジション、斜字はファステストラップ。(key)
- † : リタイアだが、90%以上の距離を走行したため規定により完走扱い。